# Locharna
Locharna is een geslacht van vlinders van de familie spinneruilen (Erebidae), uit de onderfamilie Lymantriinae.

## Soorten
- L. flavopica Chao, 1985
- L. pica Chao, 1985
- L. strigipennis Moore, 1879